# RK Vardar
El RK Vardar és un club d'handbol de la ciutat de Skopje, Macedònia del Nord. És el club amb major palmarès del país balcànic i ha participat en diverses competicions internacionals com la Lliga de Campions masculina de l'EHF i la Lliga SEHA.

## Palmarès
- Lliga de Macedònia d'handbol

Campió (13): 1998–99, 2000–01, 2001–02, 2002–03, 2003–04, 2006–07, 2008–09, 2012–13, 2014-15, 2015-16, 2016-17, 2017-18, 2018-19
- Copa de Macedònia d'handbol

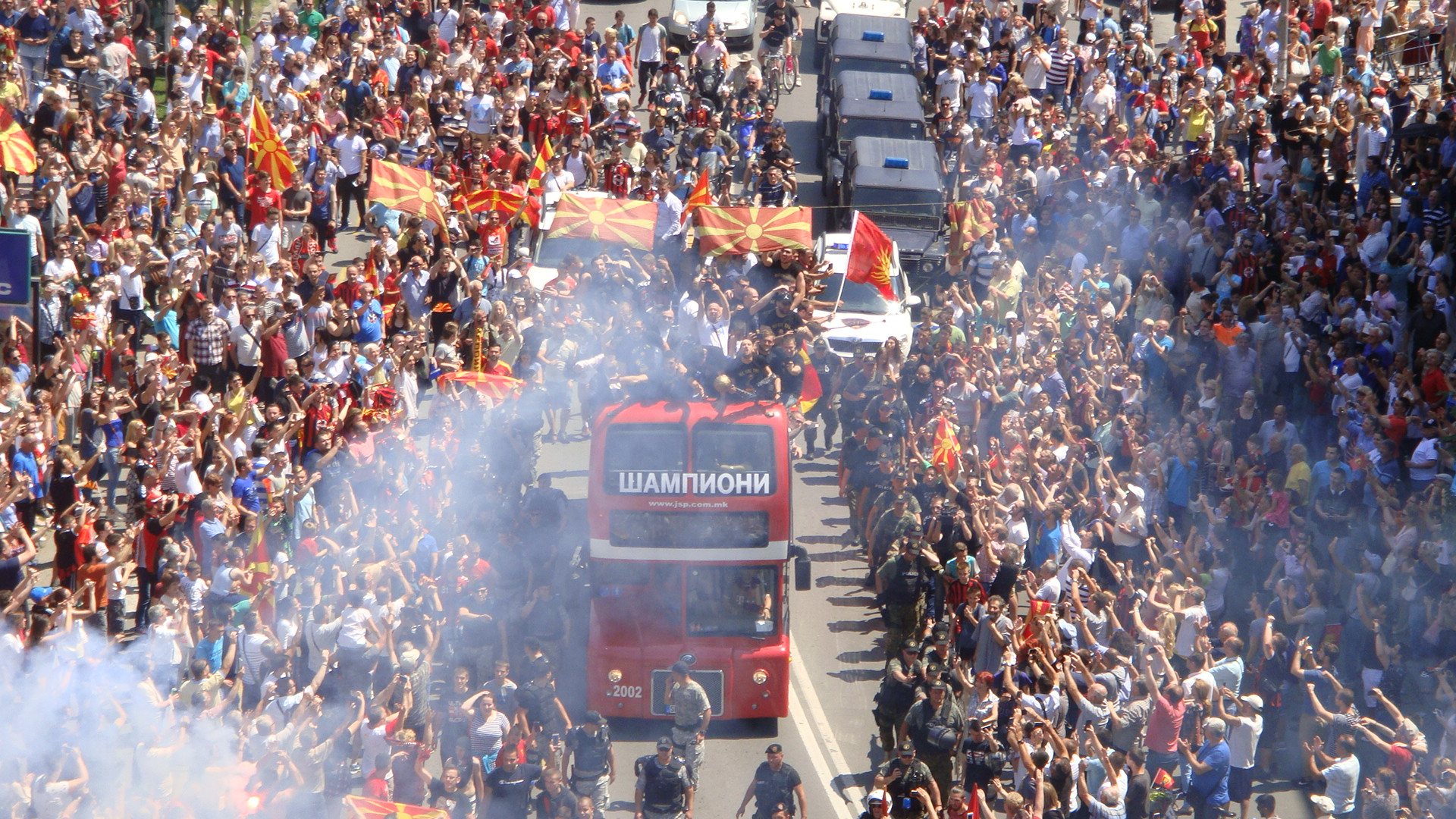
Vardar tornant a casa després de guanyar la Lliga de Campions de l'EHF

Campió (13): 1997, 2000, 2001, 2003, 2004, 2007, 2008, 2012, 2014, 2015, 2016, 2017, 2018
- Lliga SEHA

Campió (5): 2011-12, 2013-14 i 2016-17, 2017-18, 2018-19
- Lliga de Campions de l'EHF
- Campió (2): 2016-17,[2] 2018-2019[3]